# Luiz Guilherme da Conceição Silva
Luiz Guilherme da Conceição Silva ( Mangaratiba Río de Janeiro, Brasil, 16 de junio de 1986) es un futbolista brasileño. Juega como mediocampista y actualmente juega en el Clube do Remo del  Campeonato Brasileño de Serie C .

## Biografía
Muriqui comenzó su carrera en 2004 en el club Madureira de Brasil. Considerado como un jugador talentoso, fue cedido a varios clubes brasileños, incluyendo Vasco da Gama, Avaí FC y también Desportivo Brasil en 2008. El 14 de abril de 2009, Muriqui fue cedido al Campeonato Brasileño Série A nuevamente al  Avaí FC. En la temporada 2009, fue considerado como uno de los mejores jugadores en el club. A finales de 2009, se informó de que Muriqui decidió dejar el club, se unió a Atlético Mineiro, el 13 de enero de 2010. El 30 de junio de 2010, China League One club de Guangzhou Evergrande confirmaron que habían firmado Muriqui en un contrato de cuatro años del Atlético Mineiro, con una cuota récord del club (así como la cifra récord nacional) de $ 3.5 millones, hizo su debut en Liga de Campeones contra el Nanjing a Guangzhou Yoyo el 21 de julio y anotó cuatro goles en el partido. En la temporada 2010, Muriqui anotó 13 goles en 14 apariciones con el  Guangzhou terminado el primer lugar de la Liga.

## Clubes
| Club                     | País   | Año           | Partidos | Goles |
| ------------------------ | ------ | ------------- | -------- | ----- |
| Madureira                | Brasil | 2003 - 2004   | ?        | ?     |
| Vasco da Gama            | Brasil | 2004 - 2005   | ?        | ?     |
| Paysandu                 | Brasil | 2006          | ?        | ?     |
| Iraty                    | Brasil | 2006          | ?        | ?     |
| Avaí                     | Brasil | 2007          | ?        | ?     |
| Vitória                  | Brasil | 2009          | 12       | 0     |
| Ituano                   | Brasil | 2009          | 15       | 2     |
| Avaí                     | Brasil | 2009          | 31       | 9     |
| Atlético Mineiro         | Brasil | 2010          | 7        | 4     |
| Guangzhou Evergrande     | China  | 2010 - 2014   | 117      | 60    |
| Al-Sadd                  | Catar  | 2014 - 2016   | 26       | 16    |
| Tokyo                    | Japón  | 2016          | 22       | 5     |
| Vasco da Gama            | Brasil | 2017          | 2        | 0     |
| Guangzhou Evergrande     | China  | 2017          | 8        | 4     |
| Meixian Techand          | China  | 2018          | 20       | 16    |
| Shijiazhuang Ever Bright | China  | 2019-presente | 0        | 0     |

- Actualizado el 29 de diciembre de 2016.

## Palmarés

### Torneos nacionales
| Título             | Club                 | País   | Año  |
| ------------------ | -------------------- | ------ | ---- |
| Campeonato Mineiro | Atlético Mineiro     | Brasil | 2010 |
| China League One   | Guangzhou Evergrande | China  | 2010 |
| Superliga de China | Guangzhou Evergrande | China  | 2011 |
| Supercopa de China | Guangzhou Evergrande | China  | 2012 |
| Copa FA de China   | Guangzhou Evergrande | China  | 2012 |
| Superliga de China | Guangzhou Evergrande | China  | 2012 |
| Superliga de China | Guangzhou Evergrande | China  | 2013 |
| Superliga de China | Guangzhou Evergrande | China  | 2014 |

### Torneos internacionales
| Título                      | Club                 | País  | Año  |
| --------------------------- | -------------------- | ----- | ---- |
| Liga de Campeones de la AFC | Guangzhou Evergrande | China | 2013 |

### Distinciones individuales
| Distinción                                                   | Año  |
| ------------------------------------------------------------ | ---- |
| Máximo goleador de la Superliga de China (16 goles)          | 2011 |
| Máximo goleador de la Liga de Campeones de la AFC (13 goles) | 2013 |
| Mejor Jugador de la Liga de Campeones de la AFC              | 2013 |